# Polystachya crassifolia
Espèce
Polystachya crassifolia Schltr. est une espèce de plantes à fleurs de la famille des Orchidaceae (les orchidées) et du genre Polystachya, présente en Côte d'Ivoire et au Cameroun. Sur la liste rouge de l'UICN, elle apparaît comme une plante menacée (EN).

## Distribution
Elle n'a été collectée que sur deux sites, en Côte d'Ivoire et au sud-ouest du Cameroun, à Moliwe (Fako), où elle est menacée par l'exploitation forestière et la création de plantations de monoculture.

## Habitat
On la trouve en forêt, à une altitude comprise entre 800 et 900 m.